# Hugendubel
Die Heinrich Hugendubel GmbH & Co. KG ist ein 1893 von Heinrich Karl Gustav Hugendubel in München gegründeter Buchhandelsfilialist. Das Unternehmen ist eines der größten inhabergeführten Unternehmen im deutschen Buchhandel und betreibt aus der Firmenzentrale in München heraus deutschlandweit Filialen. Es wird in fünfter Generation geleitet.
Das Unternehmen betreibt Filialbuchhandel und die größte deutsche Buchcommunity lovelybooks.de.

## Unternehmensgeschichte

### Gründerjahre und 20. Jahrhundert

Heinrich Karl Gustav Hugendubel (1893) gründete die erste Hugendubel-Buchhandlung

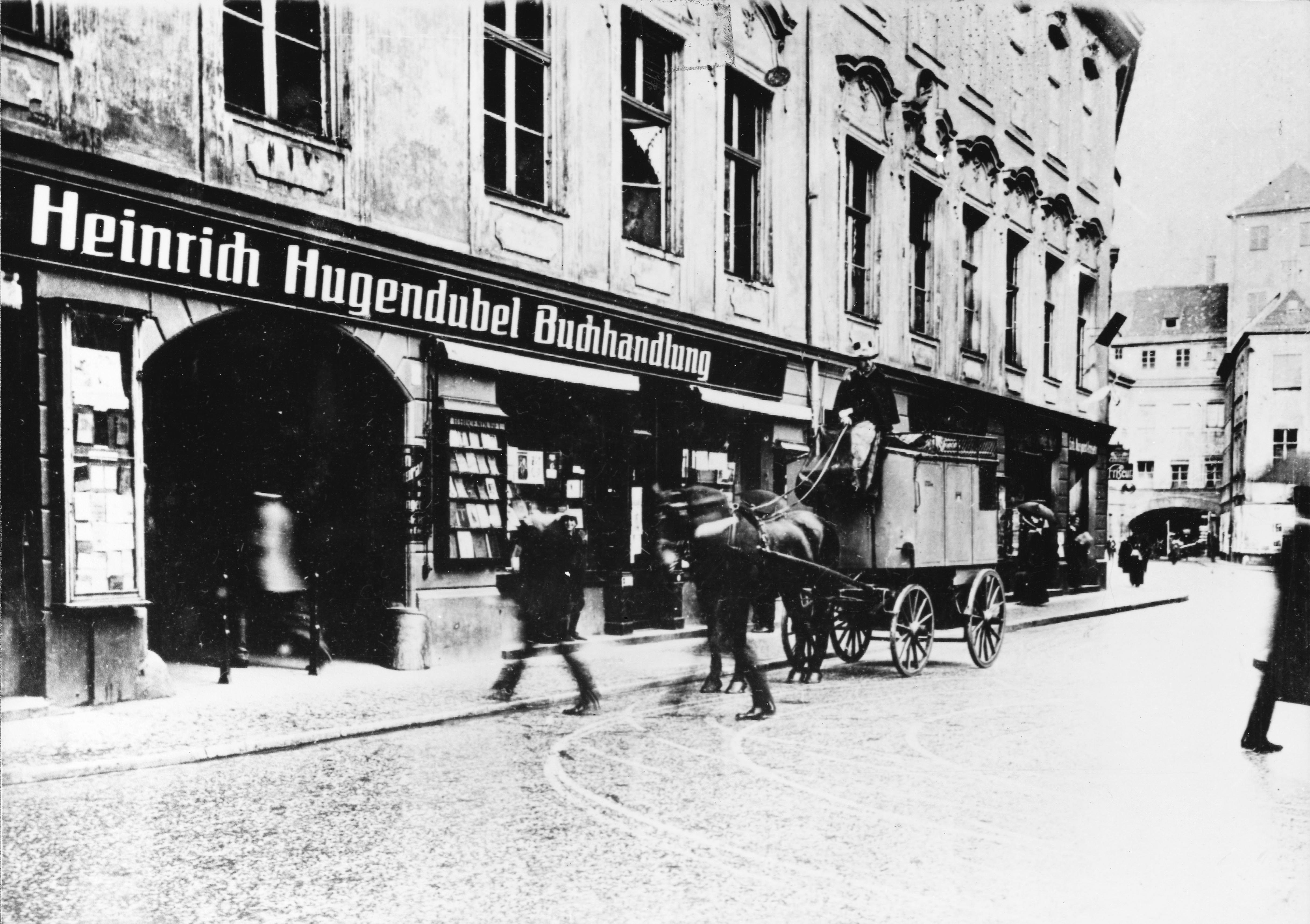
Erste Hugendubel-Buchhandlung am Salvatorplatz in München (1893)

Den Grundstein für das Unternehmen legte Heinrich Karl Gustav Hugendubel. Er kaufte 1893 eine Buchhandlung am Salvatorplatz in München, die 1916 sein Sohn übernahm. Diesem folgte 1934 wiederum dessen Sohn, Paul Hugendubel, nach. Paul Hugendubel verstarb 1943; seine Ehefrau Anneliese leitete fortan das Geschäft.
Im Jahre 1964 trat der Sohn der beiden, Heinrich Hugendubel, in die Geschäftsleitung ein. Er trieb den Ausbau des Filialnetzes in München voran und verfolgte zudem die Vision eines Buchkaufhauses, in denen der Facettenreichtum an Büchern abgebildet werden kann, und in großer Exemplar-Anzahl für eine breite Zielgruppe an Buchkäufer zur Verfügung stehen soll. Zur Umsetzung seiner Idee eröffnete er 1979 die nunmehr fünfte Münchner Filiale am Marienplatz, die Elemente klassischer Warenhäuser mit Elementen moderner Stadtbüchereien mischte, wie etwa Rolltreppen und Leseinseln.

### Die 1980er und 1990er Jahre
Zu Beginn der 1980er Jahre wies Hugendubel sieben Filialen in München aus. Im Jahre 1985 eröffnete das Unternehmen in Nürnberg die erste Filiale außerhalb der bayerischen Landeshauptstadt. In den 1990er-Jahren setzte die allgemeine Expansion des Filialbuchhandels ein, verbunden mit den von Hugendubel neu entwickelten Großflächen. Als unternehmerischer Meilenstein und Pionierakt gilt der Schritt des Unternehmens, Filialeröffnungen über eine angestammte Region hinaus zu lancieren. Im Jahre 1990 eröffnete Hugendubel in der Frankfurter Innenstadt eine 4000 m² große Filiale, die bis heute zu den Stammhäusern gehört. Weitere Filialen in Süddeutschland und bundesweit folgten, darunter Standorte in vielen weiteren Großstädten, die bis heute bestehen.

### Entwicklung seit 2000
Im Jahre 2001 traten mit Nina Hugendubel und 2002 Maximilian Hugendubel die Kinder von Heinrich Hugendubel in das Familienunternehmen ein. Die Geschwister übernehmen 2003 die strategische Leitung von Hugendubel. Heinrich Hugendubel starb 2005 nach schwerer Krankheit. Im gleichen Jahr übernahm das Unternehmen die Mehrheitsanteile am Medienhandelshaus Schmorl & von Seefeld in Hannover.
Im Jahre 2007 gründete Hugendubel mit der Verlagsgruppe Weltbild einen Buchhandelsverbund. Unter dem Dach der DBH Buch Handels GmbH & Co. KG bestanden die Filialketten Hugendubel, Weltbild plus und Jokers als eigenständige Gesellschaften weiter. Zudem wurden die Buchhandlungen Buch Habel und Weiland übernommen und später in Hugendubel-Filialen umbenannt. Die Filialen der Buchhandlung Ganghofer gingen 2008 in Hugendubel auf. Neben den bestehenden Filialen wurde im Herbst in der Ingolstädter Innenstadt auf drei Stockwerken eine 2140 Quadratmeter große Erlebnisbuchhandlung eröffnet. Im Jahre 2012 gründete Hugendubel die Hugendubel Fachinformationen GmbH und bündelte darin das wachsende B2B-Geschäft für Groß- und Geschäftskunden. Leistungsbereiche sind vor allem die weltweite Recherche, Beschaffung und Belieferung sowie das Management von benötigen Medien. Zum Kundenstamm gehören unter anderem Bibliotheken, Schulen, freie Berufe und öffentliche Verwaltung.
Im Jahre 2013 gründeten die deutschen Buchhändler Hugendubel, Thalia, Weltbild sowie Club Bertelsmann zusammen mit der Deutschen Telekom die tolino-Allianz, um gegenüber Amazon Kindle im E-Reader-Segment zu begegnen.
Das Joint Venture mit Weltbild wurde 2014 in Folge der Insolvenz der Weltbildgruppe unter dem Dach der Finanzholding DBH Buch Handels GmbH aufgelöst. Hugendubel übernahm 18 Filialen der DBH-Warenhaus Buchhandlungen bei Karstadt. Im Jahre 2015 vollzog Hugendubel nach bis dato vereinzelten Shop-in-Shop-Flächen mit seiner im selben Jahr gegründeten Gesellschaft Hugendubel Buchvertrieb GmbH (HBV) die Implementierung eines entsprechenden Voll-Konzeptes bei Karstadt. Die HBV zeichnete von nun an für das Wachstum sämtlicher Shop-in-Shop-Kooperationen sowie für Pop-up-Stores in vielen Städten Deutschlands verantwortlich. Ebenfalls 2015 übernahm Hugendubel eBook.de und gründet in Hamburg die Hugendubel Digital GmbH & Co. KG. Das Tochterunternehmen in Hamburg verantwortet fortan den zu Beginn der 2000er gegründeten Onlineshop von Hugendubel, hugendubel.de, und eBook.de.

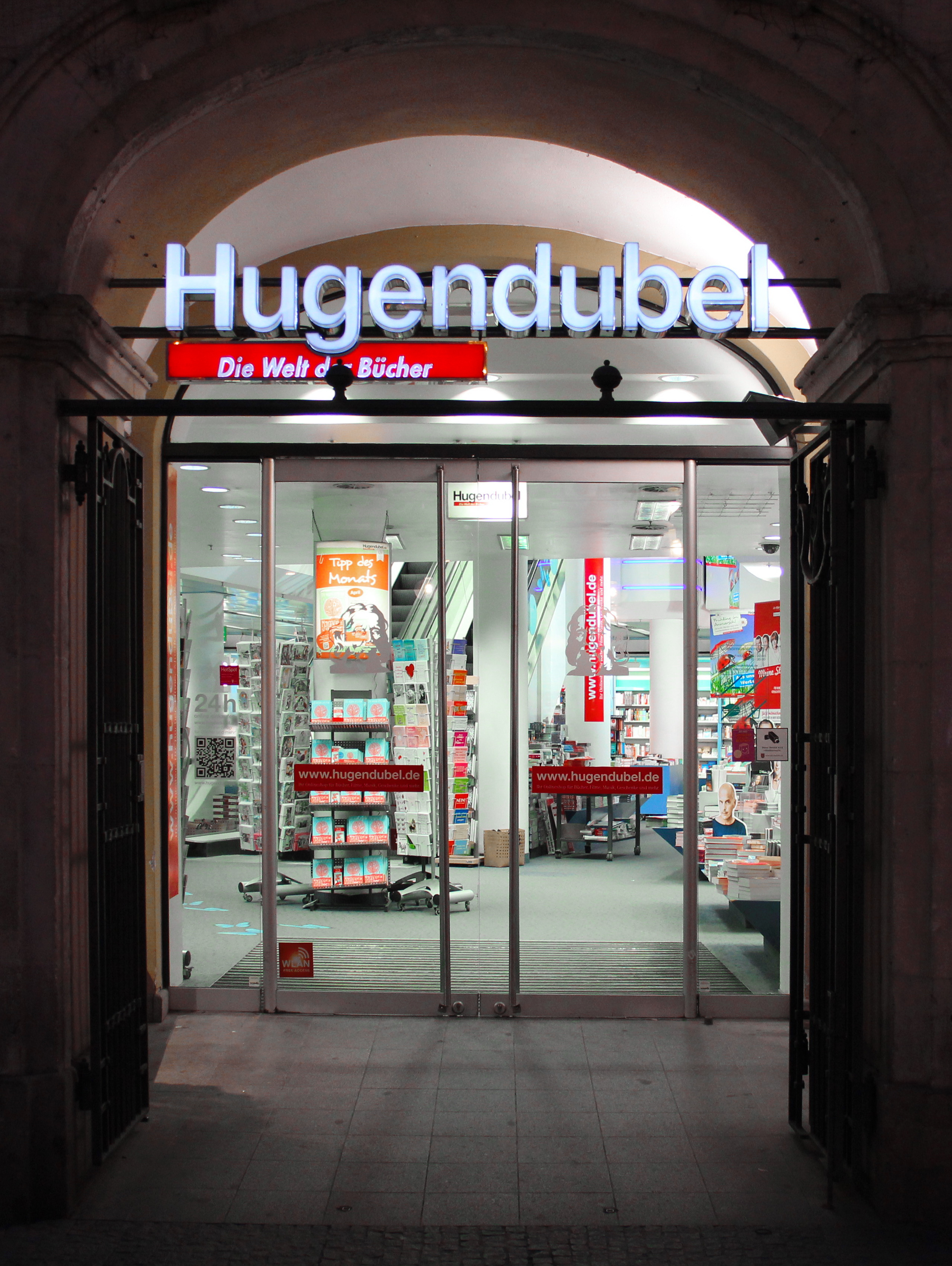
Eingang Hugendubel am Stachus in München (2014)

Seit der 2017 erfolgten Neueröffnung der Münchner Filiale am Marienplatz im neuen Design konzentrierte sich der Filialist auf eine innovative Weiterentwicklung des Ladenbau-, Service- und Erlebnis-Konzepts; mit Gastronomie und dem Buchhandel als Begegnungsstätte. Die Filiale in München am Stachus wurde 2018 als erste Filiale in diesem Sinne umgebaut und wiedereröffnet, Berlin am Tauentzien folgte 2019. Abgesehen von Umbauten werden regelmäßig neue Filialen und Buchhandelsflächen eröffnet. Im Jahr 2023 feiert das Unternehmen sein 130-jähriges Bestehen.

## Unternehmensdaten
Das Unternehmen listet deutschlandweit knapp 3.000 Standorte; darunter befinden sich 94 Filialen und 800 Shop-in-Shop-Flächen sowie diverse Nebenmarkt-Flächen im branchenfremden Einzelhandel (Stand Oktober 2022). Hugendubel beschäftigt derzeit rund 1.600 Mitarbeiter (Stand März 2023). Zum Unternehmen gehören ein eigener Online-Shop, das B2B- und Großkundengeschäft Hugendubel Fachinformationen, der Anbieter für E-Book-Buchformen eBook.de sowie die digitale Buch-Community lovelybooks.de. Hugendubel ist Mitinitiator und Mitgründer des deutschen e-Book-Reader-Allianz tolino.

## Beteiligungen
Hugendubel besitzt u. a. Beteiligungen an den folgenden Firmen:
- Hugendubel Digital GmbH & Co. KG: 74,9 Prozent
- tolino media GmbH & Co. KG: 16,67 Prozent
- Paragon Data GmbH: 100 Prozent
- aboutbooks GmbH: 100 Prozent
- Orell Füssli Buchhandlungs AG, Zürich: 49 Prozent[13]

## Verantwortung und Engagement

### Förderung des Lesens
Nina Hugendubel ist Mitglied im Stifterrat der Stiftung Lesen, die sich für die Förderung der Lesekompetenz einsetzt. Das Unternehmen unterstützt diverse Aktionen und Initiativen, die ebenfalls in diesem Bereich tätig sind, u. a. Sozialwerk des Deutschen Buchhandels, Kulturkreis der Deutschen Wirtschaft im Bundesverband der Deutschen Industrie (BDI), Deutschlandstipendium der Christian-Albrechts-Universitätsstiftung in Kiel, Gesellschaft macht Schule, Literaturhaus München & Leipzig. In seinen Filialen bietet Hugendubel Führungen für Schulklassen an. Der weitere Fokus von Hugendubel zur Leseförderung liegt bei der jugendlichen Zielgruppe, deren Leseverhalten zuletzt statistisch rückläufig war. Hierzu hat das Unternehmen außerbuchhändlerische Projekte lanciert, unter anderem 2020 ein kostenfreies Podcast-Angebot mit prominenten Gästen, die als Vorbild-Funktion für das Lesen sprechen sollen. Das Festival ‚Bookstock‘ versucht einen weiteren, neuen Ansatz zur Leseförderung bei der Jugend, indem es sich mit Themen rund um das Lesen, mit Fokus auf Interviews und Debatten mit Autoren und prominenten Personen außerhalb der Buchbranche konzentriert und so einen neuen Zugang zum Lesen bieten möchte. Die Ansprache für diese Projekte erfolgt fast ausschließlich über die Social-Media-Kanäle des Unternehmens. Mit der von Zeit und Stiftung Lesen 2022 veröffentlichten Studie über das reduzierte Vorleseverhalten von Eltern, unterstützt Hugendubel seit Frühjahr 2023 die Bemühungen der Branche, Eltern und Kinder für das Lesen zu begeistern, und beteiligt sich an fördernden Projekten außerhalb seiner Buchhandlungen.

### Nachhaltigkeit
Etwa 80 Prozent der Warenlieferungen bei Hugendubel werden in Mehrwegbehältern und gebündelten Fuhren ausgeliefert, die interne Kommunikation ist papierlos, die Filial-Beleuchtungen werden in ihrer Intensität minimiert und nachts ausgeschaltet. Für einen nachhaltigeren Umgang mit Ressourcen sind seit Mai 2016 die Plastiktüten kostenpflichtig und es wurde ein Sortiment an wiederverwendbaren Taschen eingeführt.

### Münchens Erste Häuser
Als Mitglied in der Initiative ‚Münchens Erste Häuser‘ engagiert sich Hugendubel für die Erhaltung des unabhängigen, mittelständischen, regionalen Einzelhandels. Ziel der Wertegemeinschaft ist es, die Vielfalt im Stadtbild zu bewahren und sich durch Kooperationen, unter anderem mit ‚Kauf lokal‘ für die Bedeutung des lokalen Handels einzusetzen.

### Der Hugendubel-Preis
Seit 2008 verleiht das Unternehmen in Zusammenarbeit mit der Ludwig-Maximilians-Universität München (LMU) den Hugendubel-Preis für die beste Masterarbeit im Fach Buchwissenschaft. Mit der Initiative engagiert sich das Unternehmen für die Attraktivität einer Berufswahl in der Buchbranche.

### Öffentliche Debatten
Im Jahre 2022 bezog Hugendubel in der Diskussion um die Buchpreisbindung Position für deren Erhaltung.

## Auszeichnungen

### Börsenverein des deutschen Buchhandels
Das Unternehmen wurde vom Börsenverein des Deutschen Buchhandels für seine fördernden Aktivitäten während der Pandemie mit dem Sales Award 2021 ausgezeichnet.

### Würdigungen der Kreativ-Branche
Hugendubel wurde in der Vergangenheit regelmäßig für seine Ideen und branchenübergreifenden Kampagnen zur Attraktivität des Lesens ausgezeichnet, u. a. mit dem Marketing Intelligence and Innovation Award 2017, Digital Award 2021, Berlin Commercial Award 2022 und dem Deutschen Werbefilmpreis 2023.

## Trivia

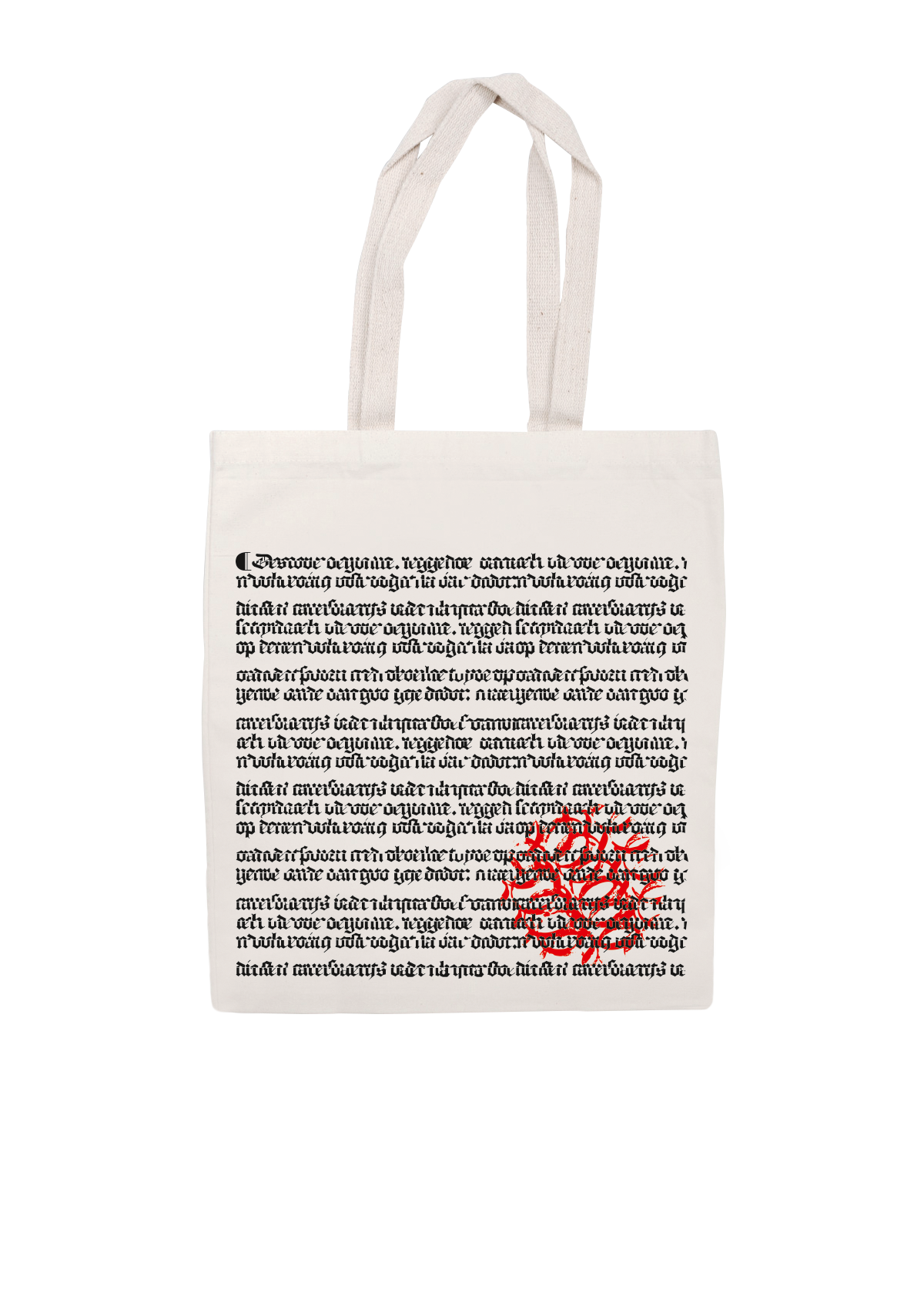
Hugendubel Stoffbeutel

Das Design des Stoffeinkaufsbeutels ist international durch einen Artikel der New York Times bekannt. Sein Design besteht aus einem Schriftbild in schwarz. Hierüber liegt anteilig ein Wachssiegel-ähnlicher Abdruck in Rot. Der Text der Schrift ist nicht lesbar, da der Ursprungstext mittig horizontal durchgeschnitten und entgegengesetzt wieder zusammengesetzt wurde.
Im Jahre 2023 nutzte der Fashion-Designer Marine Serre das Stoffbeutel-Design für seine Kreationen und präsentiert sie auf der Paris Fashion Week.

## Technische Entwicklungen

### Paragon Data GmbH
Hugendubel verfügt mit der Paragon Data GmbH über ein eigenes IT-Unternehmen mit Oracle Infrastrukturen, einem technischen Filial-Management sowie Hosting im eigenen Hochsicherheits-Rechenzentrum. Paragon Data ist zudem IT-Dienstleister für Kunden aus Handel, Logistik, Finanzindustrie und öffentlicher Hand.

### Augmented Reality und Bots
Als eines der ersten großen Unternehmen begann Hugendubel 2018, Robotic Process Automation (RPA) einzusetzen. Die Nutzung dieser Bots wird laufend optimiert und ausgeweitet. Im Jahre 2022 entwickelte Hugendubel gemeinsam mit Usaneers als erste Buchhandlung überhaupt eine Augmented Reality (AR) Gaming App.